# Furcraea longaeva
Furcraea longaeva är en sparrisväxtart som beskrevs av Wilhelm Friedrich von Karwinsky von Karwin och Joseph Gerhard Zuccarini. Furcraea longaeva ingår i släktet Furcraea och familjen sparrisväxter. Inga underarter finns listade i Catalogue of Life.